# Attilly
Attilly település Franciaországban, Aisne megyében. Lakosainak száma 345 fő (2022. január 1.). Attilly Beauvois-en-Vermandois, Caulaincourt, Étreillers, Holnon, Savy, Vaux-en-Vermandois és Vermand községekkel határos.

## Népesség
A település népességének változása:
| Lakosok száma | 376  | 378  | 401  | 403  | 375  | 373  | 363  | 354  | 351  | 345  |
|               | 1968 | 1982 | 1990 | 2006 | 2013 | 2015 | 2017 | 2019 | 2020 | 2022 |